# 미세 조류

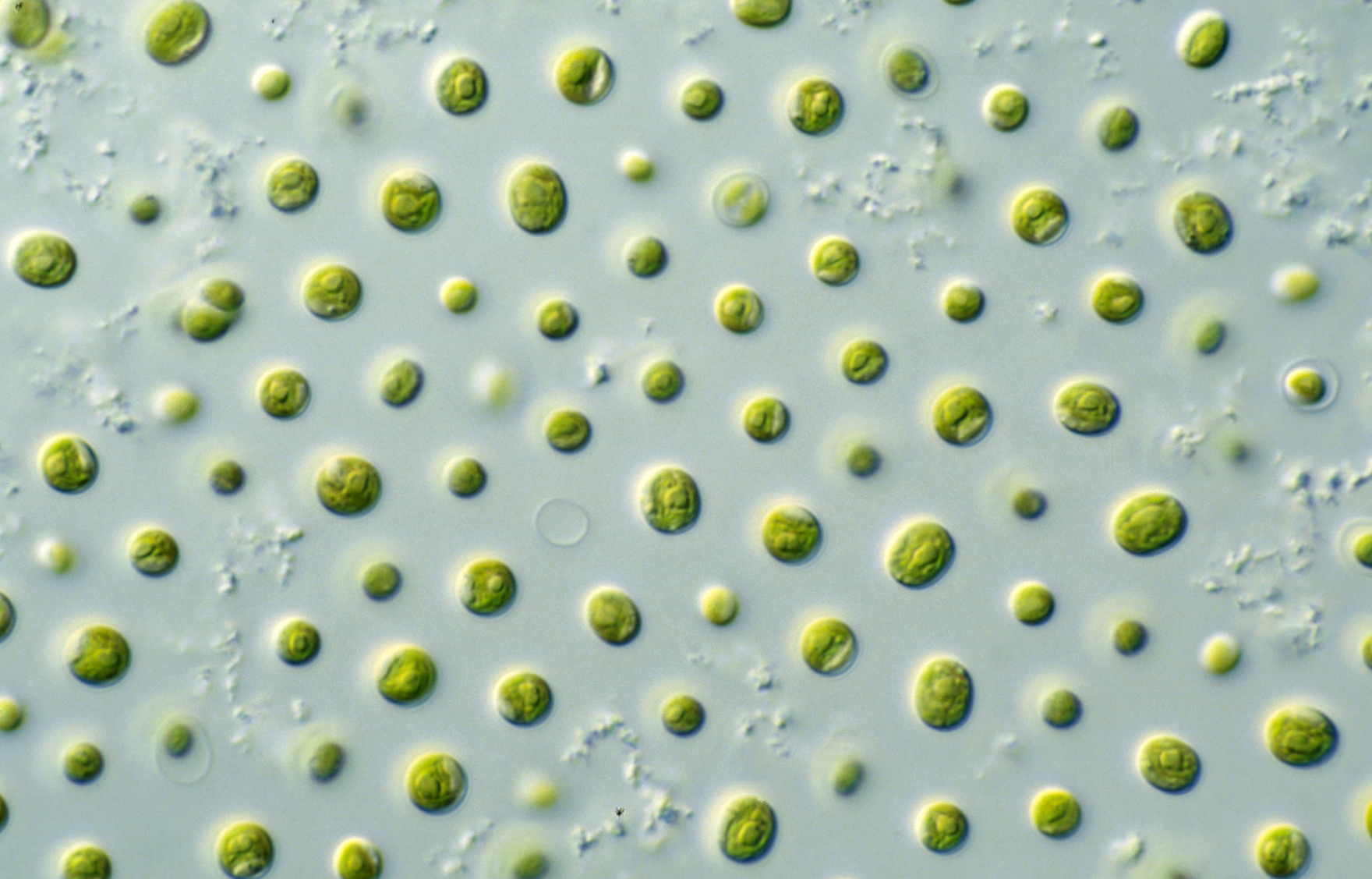
난노클로로프시스 미세조류

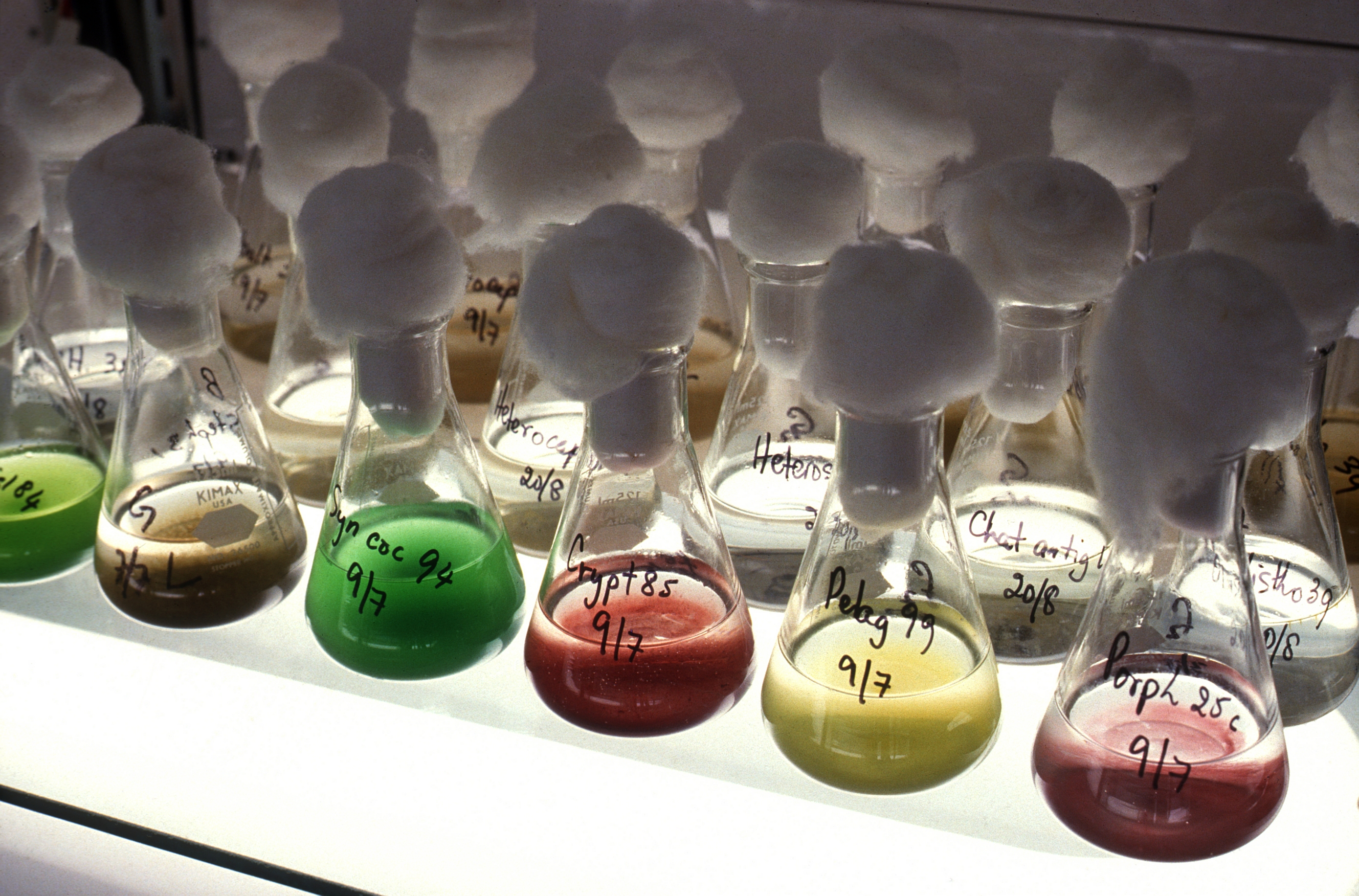
CSIRO 연구실의 미세조류 배양물 수집

미세 조류(microalgae)는 육안으로 볼 수 없는 미세한 조류들의 통칭이다. 일반적으로 담수 및 해양 시스템에서 발견되는 식물성 플랑크톤으로 수주와 퇴적물 모두에 서식한다. 개별적으로 또는 사슬이나 그룹으로 존재하는 단세포 종이다. 종에 따라 크기는 수 마이크로미터(μm)에서 수백 마이크로미터까지 다양하다. 고등식물과 달리 미세 조류는 뿌리, 줄기 또는 잎이 없다. 점성력이 지배하는 환경에 특별히 적합하다.

## 생태계
광합성을 수행할 수 있는 미세조류는 지구상의 생명체에 중요하다. 그들은 대기 산소의 약 절반을 생산하고 동시에 온실가스인 이산화탄소를 사용하여 광독립 영양적으로 성장한다. 해양 광합성은 시아노박테리아와 함께 식물 플랑크톤이라고 하는 미세조류가 지배한다. 미세조류는 박테리아와 함께 먹이 그물의 기초를 형성하고 그 위의 모든 영양 수준에 에너지를 제공한다. 미세조류 바이오매스는 종종 농도로 측정되며 잠재적 생산에 대한 유용한 지표를 제공할 수 있다.
미세조류의 생물다양성은 엄청나며 거의 개발되지 않은 자원을 나타낸다. 많은 다른 속의 약 200,000-800,000 종이 존재하는 것으로 추정되며 그 중 약 50000종이 기술된다. 조류 바이오매스에서 유래한 15,000개 이상의 새로운 화합물이 화학적으로 결정되었다. 예로는 카로티노이드, 항산화제, 지방산, 효소, 폴리머, 펩타이드, 독소 및 스테롤이 있다.
미세조류 계열의 예외는 엽록소가 없는 무색 프로토테카이다. 이 무색소성 조류는 기생으로 전환하여 인간과 동물에서 질병 프로토테코시스를 유발한다.

## 화학적 특성

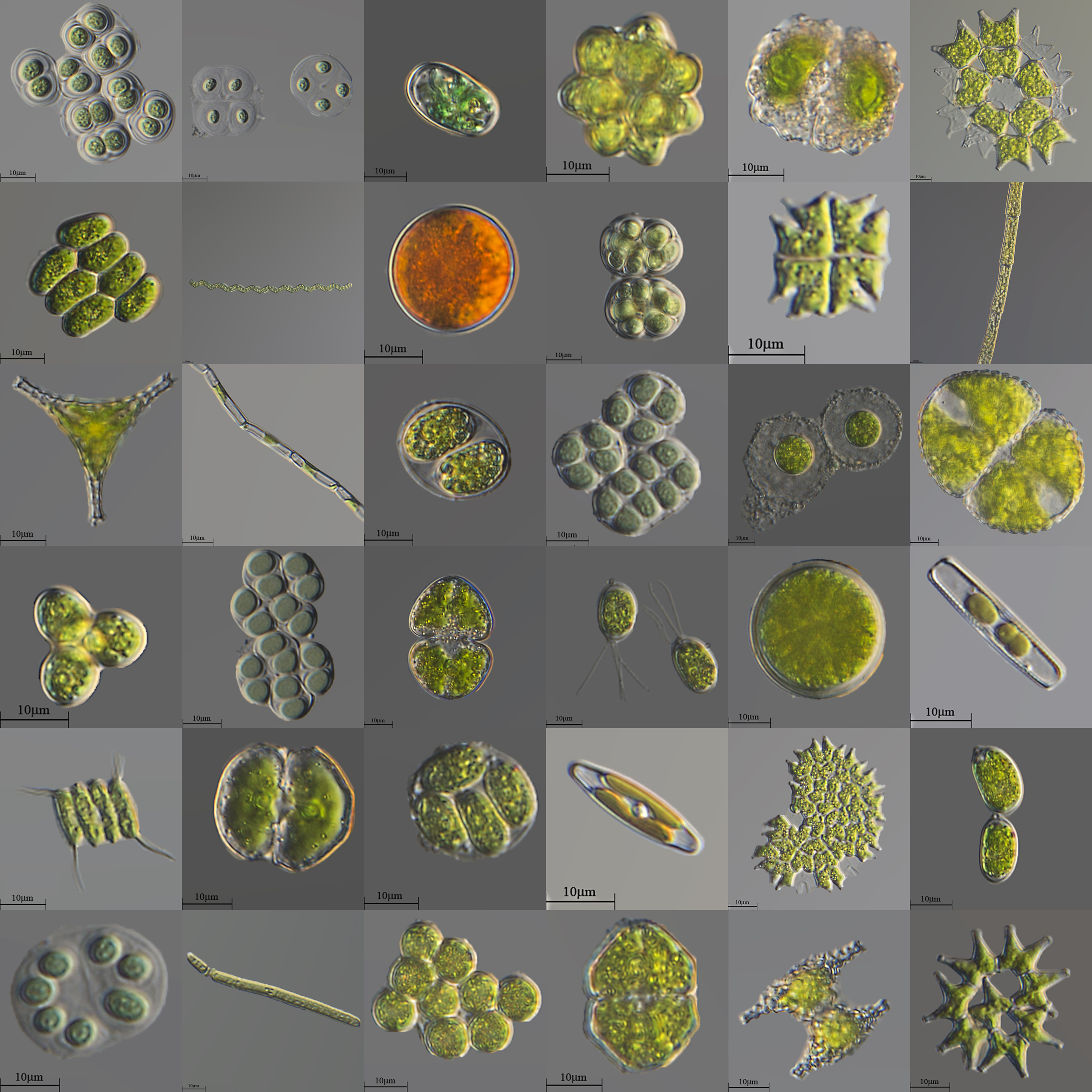
다양한 단세포 및 군체 민물 미세조류

미세조류의 화학적 조성은 고유한 상수 요인이 아니라 종과 재배 조건에 따라 다양한 요인에 따라 변한다. 일부 미세조류는 환경 변화에 따라 화학적 조성을 변경하여 환경 조건의 변화에 적응할 수 있는 능력이 있다. 특히 극적인 예는 인이 고갈된 환경에서 인지질을 비인막 지질로 대체하는 능력이다. 온도, 조도, pH, CO2 공급, 염분 및 영양소와 같은 환경 요인을 변경하여 미세조류에 원하는 생성물을 크게 축적할 수 있다.
Microphytes는 또한 먹이 선택, 방어 및 회피에 기여하는 화학적 신호를 생성한다. 이러한 화학적 신호는 조류 번성과 같은 대규모 열대 구조에 영향을 미치지만 단순 확산 및 층류 이류에 의해 전파된다. 미생물과 같은 미세조류는 특히 이매패류를 비롯한 수많은 양식 종의 주 먹이가 된다.

## 광합성 및 화학합성
광합성 및 화학 합성 미생물은 또한 숙주 유기체와 공생 관계를 형성할 수 있다. 그들은 스스로 합성할 수 없는 이매패류의 성장에 필요한 비타민과 다가불포화 지방산을 제공한다. 또한 세포는 수성 현탁액에서 성장하기 때문에 물, CO2 및 기타 영양소에 더 효율적으로 접근할 수 있다.
미세조류는 해양 생물권에서 영양 순환 및 무기 탄소를 유기 분자로 고정하고 산소를 발현하는 데 중요한 역할을 한다.
생선 기름은 오메가-3 지방산 함량으로 유명해졌지만 생선은 실제로 오메가-3를 생성하지 않고 대신 미세조류를 섭취하여 오메가-3 매장량을 축적한다. 이러한 오메가-3 지방산은 이를 생산하는 미세조류로부터 직접 인간의 식단에서 얻을 수 있다.
미세조류는 종 및 재배 조건에 따라 상당한 양의 단백질을 축적할 수 있다. 비경작지에서 자라는 미세조류는 인간이 섭취하거나 동물 사료를 위한 대체 단백질 공급원을 제공할 수 있다. 미세조류 단백질은 또한 식품 산업에서 동물성 단백질을 대체하기 위해 농축제 또는 에멀젼 및 거품 안정제로 조사된다.
일부 미세조류는 추출하여 착색제로 사용할 수 있는 엽록소, 카로티노이드 또는 피코빌리단백질과 같은 발색단을 축적한다.

## 미세조류의 배양
다양한 미세조류 종은 사육장에서 생산되며 인간 영양, 바이오 연료, 다른 유기체의 양식업, 의약품 제조, 화장품, 생물비료를 포함하여 상업적 목적을 위해 다양한 방식으로 사용된다. 그러나 낮은 세포 밀도는 많은 미세조류 유래 제품, 특히 저가 상품의 상업적 생존가능성에 있어 주요 병목 현상이다.
연구에 따르면 미세조류 사육 시스템의 성공에 대한 주요 요인은 다음과 같다.
- 미세조류가 배양되는 용기/생물반응기의 치수
- 빛에 대한 노출/ 조사
- 반응기 내의 세포 농도.

## 같이 보기
- 조류